# Марсіанські перегони
Марсіанські перегони чи перегони на Марс — це змагання між різними національними космічними агентствами та приватними компаніями у галузі пілотованих польотів на Марс. Ці перегони включають також висадку людей на Марсі та створення Марсіанської бази. Деякі з цих напрямків є частиною ідеї колонізації Марса, інші напрямки мають лише престижний та науковий характер.

## Учасники
До марсіанських перегонів залучені як окремі компанії, так і національні космічні агентства. З метою досягнення національного пріоритету, державні агентства, такі як НАСА, стараються підтримувати партнерські відносини з ведучими приватними гравцями ринку, такими як SpaceX, Blue Origin та іншими. У 2017 році тодішній президент США Дональд Трамп висунув перед НАСА задачу здійснити пілотований політ на Марс у 2030-х роках.
Представники компанії Boeing заявили, що одна з розроблених ними ракет доставить перших астронавтів на Марс до того, як SpaceX або інші гравці підготують свою місію. Boeing є головним підрядником у ракетній програмі НАСА космічної системи запуску (SLS) та має  мету виконати пілотований політ на Марс. Компанія SpaceX не визнає, що бере участь у перегонах чи, що вона планує випередити Boeing.
Компанія Blue Origin заявила, що її носії New Armstrong та New Glenn можуть бути використані для польотів на Марс, разом зі Starship компанії SpaceX. Це може створити комерційну конкуренцію в галузі польотів на Марс.
Virgin Galactic також висловила інтерес до польотів на Марс.
SpaceX розробляє багаторазовий носій Starship. Станом на березень 2024 року він здійснив три випробувальні польоти. Планується розпочати створення жилої бази на Марсі.
У незаявлену конкуренцію з НАСА вступило Китайське національне космічне агентство. За прогнозом, Китай може відправити роботизовану місію на Марс у 2020-х роках, після чого можна очікувати запуску пілотованої місії.